# João Neves
João Pedro Gonçalves Neves (* 27. září 2004 Tavira) je portugalský profesionální fotbalista, který hraje na pozici středního záložníka za francouzský klub Paris Saint-Germain FC a za portugalský národní tým.

## Klubová kariéra
Neves je odchovancem portugalské Benfiky. V sezóně 2021/22 vyhrál s mládežnickým týmem Benfiky Juniorskou liga UEFA, ve finále pomohl k výhře 6:0 nad Red Bullem Salzburg. Šlo o první evropskou trofeji Benfiky za posledních 60 let.
V lednu 2023 byl po odchodu Enza Fernándeze přeřazen do A-týmu a v 18 letech debutoval v portugalské nejvyšší soutěži. Hned ve své první sezoně pomohl Benfice získat ligový titul.

## Reprezentační kariéra
Neves je bývalý mládežnický reprezentant Portugalska. V roce 2023, ve svých 19 letech, debutoval v seniorské reprezentaci, když 5 minut před koncem utkání proti Bosně vystřídal Otávia.